# Mazie Hirono
Mazie Keiko Hirono (prefectura de Fukushima, 3 de noviembre de 1947) es una política estadounidense. Actualmente representa al estado de Hawái en el Senado de ese país.
Está afiliada al Partido Demócrata. De 2007 a 2013 también fue representante por el 2.º distrito congresional de Hawái en la Cámara de Representantes de los Estados Unidos. De 1994 a 2002 fue vicegobernadora de Hawái y de 1981 a 1994 fue miembro de la Cámara de Representantes de Hawái.